# Erzbistum Mexiko
Das Erzbistum Mexiko (lat.: Archidioecesis Mexicana, span.: Arquidiócesis de México) ist ein in Mexiko gelegenes römisch-katholisches Erzbistum mit Sitz in Mexiko-Stadt.

## Geschichte
Das Bistum Mexiko wurde am 2. September 1530 durch Papst Clemens VII. mit der Päpstlichen Bulle Sacri Apostolorum ministerio aus Gebietsabtretungen des Bistums Tlaxcala errichtet und unterstand als Suffraganbistum dem Erzbistum Sevilla. Am 12. Februar 1546 wurde das Bistum Mexiko zum Erzbistum erhoben.
Am 28. September 2019 errichtete Papst Franziskus aus Gebietsanteilen des Erzbistums Mexiko die Bistümer Azcapotzalco, Iztapalapa und Xochimilco, die er diesem als Suffragane  unterstellte. Die bisher zur Kirchenprovinz Mexiko-Stadt gehörenden Bistümer Atlacomulco, Cuernavaca und Tenancingo ordnete der Papst der mit gleichem Datum errichteten Kirchenprovinz Toluca als Suffragane zu.
Der Erzbischof von Mexiko-Stadt ist zugleich Primas von Mexiko. Das Erzbistum Mexiko gilt als ein traditionell mit der Kardinalswürde verbundener Bischofssitz.
Es umfasst die folgenden Stadtteile (Delegaciones) von Mexiko-Stadt: Álvaro Obregón, Benito Juárez, Coyoacán, Cuajimalpa de Morelos, Cuauhtémoc, Iztacalco, La Magdalena Contreras, Miguel Hidalgo, Tlalpan, Venustiano Carranza und den östlichen Teil von Gustavo A. Madero.

## Einzelnachweise

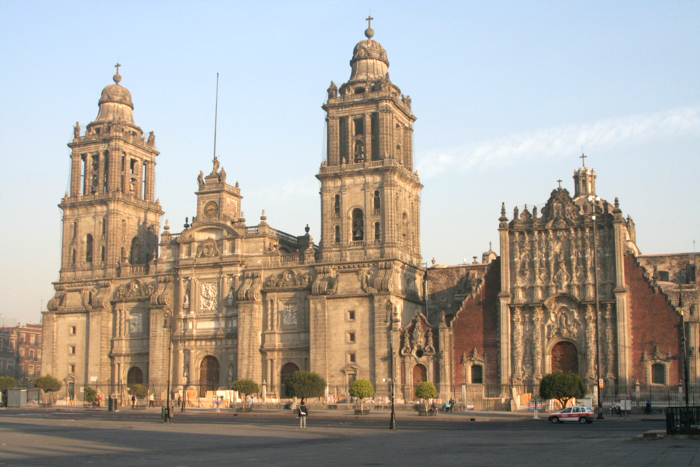
Kathedrale Asunción de la Virgen María in Mexiko-Stadt